# 黃六鴻
黄六鸿（?—?），字思湖（又字正卿），江西新昌人（自称宜丰人，系用三国时旧名。宋改新昌，1914年改宜丰，今江西宜丰县）天德乡人。

## 簡介
顺治八年（1651年）举人。康熙九年（1670年）任山东郯城知县。康熙十四年（1675年）迁直隸东光知县。后入朝为谏官。
康熙廿八年（1689年），彈劾洪昇在康熙帝皇后孝懿仁皇后丧期，观看其著作之傳奇《长生殿》演出，触犯「大不敬」罪，洪昇遭革去国子监监生籍，發回鄉里，廢死江湖。
康熙三十年（1691年），充任會試同考官，官至礼科给事中。康熙三十二年（1693年）致仕归里。
其居官後著有《福惠全书》32卷，撰于康熙三十三年，刻于康熙三十八年。英國歷史學家史景遷著有《婦人王氏之死》即是以黃六鴻居官之《福惠全书》為線索。